# Richard Chirhulwire
 Richard Chirhulwire Ii Bulala Basengezi  (né à Barhala le 9 mai en 1973) est un homme politique de la République démocratique du Congo et député national,,.

## Biographie
Richard Chirhulwire est né à Barhala le 9 mai 1997, élu député national dans la circonscription électorale de Mwenga dans la province du Sud-Kivu. Il est membre du parti politique RRC.